# Etta (rapper)
Etta, pseudonimo di Emmalotta Amanda Kanth (Vantaa, 23 agosto 1997), è una rapper finlandese.

## Biografia
Originaria di Vantaa e nata in una famiglia di musicisti, nel 2007 ha preso parte alla versione finlandese di Got Talent, dove è riuscita ad arrivare alle semifinali. Ha successivamente firmato un contratto discografico con la Warner Finland e la PME, e ha partecipato come artista ospite la traccia XTC di Lukas Leon, che si è collocata in vetta alla Suomen virallinen lista, trascorrendo 18 settimane nella top 20, risultando a fine anno la 5ª più venduta in suolo finlandese secondo la Musiikkituottajat e venendo certificata triplo platino con oltre 120 000 unità vendute. Anche Vuosien päästä e Rooma hanno riscosso successo nazionalmente, entrambe collocatisi in top five, rimanendo rispettivamente per sedici e sei settimane nella top twenty della hit parade finlandese.
Grazie agli EP 10 e 10+ ha ottenuto una candidatura nella categoria di pubblicazione rap/R&B dell'anno agli Emma gaala, il principale riconoscimento musicale della Finlandia. Sempre nel 2019 ha promosso la sua musica attraverso una tournée a livello nazionale.
Nel 2021 ha ottenuto la sua prima top ten da solita nella Suomen virallinen lista, grazie a Prinsessa. Il brano ha anticipato il primo album in studio Tyttö, candidato per un premio agli Emma gaala, che ha esordito alla 6ª posizione nella classifica dei dischi. Anche la traccia Ämmä ha trovato successo, entrando la top 20.
L'anno successivo è uscito Tykkäät kummiski, il primo disco numero uno dell'artista; attraverso la popolarità riscossa dall'LP, Etta è stata in lizza per tre Emma gaala, ricevendo per la prima volta la nomination all'artista dell'anno.
Nell'ottobre 2024 è ritornata sulle scene musicali con l'album di inediti Tähtisumua, il suo quarto progetto a entrare la top 10 nazionale; certificato platino dalla Musiikkituottajat per le 20 000 unità equivalenti, le ha fatto guadagnare due candidature agli Emma gaala.

## Discografia

### Album in studio
- 2021 – Tyttö
- 2022 – Tykkäät kummiski
- 2024 – Tähtisumua

### EP
- 2019 – 10
- 2019 – 10+
- 2022 – Ei bändäreit (con Pihlaja)
- 2023 – Klubiruusu

### Singoli
- 2018 – Ballerina
- 2019 – Tää kesä
- 2019 – Hurmaava
- 2020 – FML
- 2020 – Huomioo
- 2020 – Verhot kii (feat. Bizi)
- 2020 – Rikkinäinen levy
- 2021 – Prinsessa
- 2021 – Koditon
- 2022 – Rakastellaan (feat. Isaac Sene)
- 2022 – Perus (feat. Gettomasa)
- 2022 – R.E.S.P.E.C.T.
- 2022 – My Love & Homie (con Blacflaco)
- 2022 – Jumalan selän takana (con Pyhimys)
- 2023 – LXS
- 2023 – Demoneista ystävii
- 2024 – Piilota sun sydän
- 2024 – Kattomatta takas (con Cledos)
- 2024 – Yötön yö
- 2025 – Enkeli (con William)
- 2025 – Tytöt tietää
- 2025 – Olla ku mä (feat. Sara Bee)

### Collaborazioni
- 2019 – Rooma (Lukas Leon feat. Etta)
- 2024 – Viimeinen pisara (Jenni Vartiainen feat. Etta)